# Mastigosporium deschampsiae
Mastigosporium deschampsiae är en svampart som beskrevs av Jørst. 1947. Mastigosporium deschampsiae ingår i släktet Mastigosporium, divisionen sporsäcksvampar och riket svampar.   Inga underarter finns listade i Catalogue of Life.